# Regensburg
Regensburg (zastarelo slovensko Rezno, zastarelo italijansko Ratisbona, češko Řezno) je nemško mesto z dobrimi 150.000 prebivalci na vzhodnem Bavarskem, ki leži ob sotočju Donave in reke Regen, po kateri je mesto dobilo ime, saj Regensburg v nemščini pomeni grad ob Regnu. Srednjeveško središče mesta sodi na seznam UNESCOve kulturne dediščine.
Regensburg je eno najstarejših mest v Nemčiji. Skozi stoletja je mesto nosilo različna imena, kar kaže na bogato zgodovino. Območje je bilo poseljeno že v kameni dobi, leta 2006 pa so v mestu odkrili tudi keltske grobnice. Leta 90 so Rimljani v mestu zgradili vojaške utrdbe, ki so jih v šestem stoletju poselili Bavarci. Za enega največjih srednjeveških arhitekturnih dosežkov velja regensburški Kamniti most (nemško Steinerne Brücke) čez Donavo.
Mesto ima 152.270 prebivalcev (2020) in je tako za Münchnom, Nürnbergom in Augsburgom čerto največje mesto na Bavarskem. Najpomembnejša gospodarska dejavnost je proizvodni sektor (avtomobilska industrija, strojništvo, elektrotehnika, mikroelektronika). Regensburg ima veliko število delovnih mest in brezposelnost je pod bavarskim povprečjem. Ima tri šole in je eno izmed treh regionalnih središč na Bavarskem. Univerzo v Regensburgu je 1962 ustanovila dežela Bavarska kot četrto javno in polnopravno univerzo na Bavarskem.

## Zgodovina
Prva naselja v Regensburgu so iz kamene dobe. V bližini današnjega mesta je nastalo naselje s keltskim imenom Radasbona. Okoli leta 90 so tam Rimljani zgradili utrdbo. V času vladanja rimskega cesarja Marka Avrelija je bila zgrajena nova rimska utrdba Casta Regina, ki danes leži v središču starega dela mesta. Mesto je bilo domnevno že v poznem obdobju Rimskega cesarstva škofijski sedež. V 6. stoletju so ga poselili Bavarci. Od leta 530 do prve polovice 13. stoletja je bil prestolnica Bavarske. Regensburg je ostal pomembno mesto v času vladanja Karla Velikega. Iz Regensburga je bil sveti Volbenk (Wolfgang Regensburški). Med letoma 1135 in 1146 so v mestu zgradili Kamniti most čez Donavo, ki je odprl mednarodne trgovske poti med Benetkami in Severno Evropo, s čimer je Regensburg postal kulturno središče južne Nemčije ter rezidenca bogatih trgovskih družin.
V srednjem veku je Regensburg pod Svetim rimskim cesarstvom še vedno trgovsko središče. Leta 1542 je mesto sprejelo protestantsko vero, manjšina prebivalstva pa je ostala katoliška. 
Aprila 1809 je v Regensburgu potekala bitka za Ratisbono med francoskimi silami, ki sta jih vodila general Henri Gatien Bertrand in Napoleon, in umikajočimi se avstrijskimi silami. Mesto je med bitko utrpelo hude poškodbe in padlo, ko je zmanjkalo zalog in streliva.
Regensburška sinagoga je bila uničena v Kristalni noči leta 1938. Med drugo svetovno vojno sta bili v Regensburgu tovarna lovskih letal Messerschmitt Bf 109 in rafinerija nafte, ki so ju leta 1943 bombardirale zaveznice. Kljub bombardiranju je Regensburg utrpel majhno škodo, srednjeveško mesto središče pa je ostalo skoraj nedotaknjeno in danes sodi na seznam Unescove kulturne dediščine. Počasna gospodarska okrevanja po vojni so zagotovila, da zgodovinskih stavb niso porušili in zamenjali z novimi.
V začetku 1960-ih je Regensburg veliko vlagal v tehnično in socialno infrastrukturo. Siemens je bila prva multinacionalka, ki je prišla v Regensburg, sledilo pa ji je podjetje BMW. Leta 1965 je bila ustanovljena Univerza v Regensburgu. Od 1990-ih naprej so v Regensburgu odprli več visokotehnoloških podjetij, kar je prispevalo k sedanjemu bogastvu mesta.

## Geografija

### Lega
Regensburg leži ob severnem delu reke Donave na geološkem križišču štirih različnih pokrajin. Severno in severovzhodno leži Bavarski gozd z gorovjem iz granita in gnajsa, širnimi gozdovi in narodnim parkom. Na jugu in jugovzhodu je rodovitna poljedelska regija Donavska nižina (nemško Gäuboden). Na jugu se razteza spodnjebavarsko višavje, ki je podaljšek alpskega predgorja. Zahodno od Regensburga leži višavje Frankovska Jura.
Regensburg je razdeljen na 18 okrožij (Stadtbezirke): Innenstadt, Stadtamhof, Steinweg-Pfaffenstein, Sallern-Gallingkofen, Konradsiedlung-Wutzlhofen, Brandlberg-Keilberg, Reinhausen, Weichs, Schvibeleffengühlberg, Omstenegnergüsseldorf, Omstenegnergütlberg, Schvibelgünberg, Dechbetten-Königswiesen, Westenviertel, Ober- und Niederwinzer-Kager, Oberisling-Graß, Burgweinting-Harting. Vsako okrožje vsebuje več krajevnih delov (Ortsteile), ki imajo lahko zgodovinske korenine v starejših občinah, ki so postale urbanizirane in vključene v mesto.

### Podnebje
Mesto je v zmerno toplem pasu in ima celinsko vlažno podnebje, ki meji na oceansko. Za podnebje so značilna predvsem stabilna in suha poletja, ki se močno razlikujejo od deževnih alpskih predgorij. Namesto snega sta jeseni in pozimi zelo pogosti megla in nizka oblačnost. Zaradi svoje lege je bil Regensburg v preteklosti pogosto onesnažen s smogom.
Povprečna letna temperatura je 8 °C, povprečna letna količina padavin pa okoli 646 mm, zaradi česar je Regensburg eno najmanj namočenih mest na Bavarskem. Najtoplejši meseci so od junija do avgusta s povprečno temperaturo od 16,2 do 18 °C, najhladnejši pa od decembra do februarja s povprečno temperaturo –0,9 do –2,7 °C. Padavine so najpogostejše v obdobju med junijem in avgustom.

## Demografija
Maja 2017 je imel Regensburg 164.896 prebivalcev, s čimer je postal četrto največje mesto na Bavarskem. V zadnjih sto letih je mesto doživelo močan porast prebivalstva, ki je leta 1945 preseglo 100.000 prebivalcev zaradi Nemcev, ki so bili etnično očiščeni iz vzhodnih delov Tretjega rajha, zlasti iz Sudetov. Danes je Regensburg eno najhitreje rastočih mest v Nemčiji.
Večina prebivalstva Regensburga je katoličanov. Leta 2017 se je približno 51,4 % prebivalcev mesta identificiralo s Katoliško cerkvijo, 13,1 % je bilo registriranih protestantov in približno 35,5 % se je identificiralo z drugimi verami ali ni imelo nobene registrirane verske pripadnosti.

## Znamenitosti
Regensburg ima največje srednjeveško staro mesto severno od Alp s skoraj 1500 zgodovinskimi stavbami in slikovito pokrajino. Najbolj priljubljene znamenitosti so predvsem v starem mestnem jedru.
- Stolnica sv. Petra je primer nemške gotike in velja za glavno delo gotske arhitekture na Bavarskem. Gradnja se je začela leta 1275, stolnica pa je bila dokončana leta 1634, z izjemo stolpov, ki so bili dokončani leta 1869. Notranjost vsebuje številne zanimive spomenike, vključno z eno od mojstrovin Petra Vischerja. K samostanu sta dve kapeli, ki sta bili tu že pred stolnico. Ena od teh, znana kot stara katedrala, sega morda v 8. stoletje.[5] Uradni pevski zbor za liturgično glasbo v stolnici sv. Petra je znameniti Regensburger Domspatzen (stolni vrabci).
- Kamniti most, ki je bil zgrajen med letoma 1135 in 1146, je vrhunec srednjeveške gradnje mostov. Med drugo in tretjo križarsko vojno so ga vitezi uporabljali za prečkanje Donave na poti v Sveto deželo.
- V središču mesta so ostanki zidov rimske utrdbe, vključno z glavnimi vrati (Porta Praetoria).
- Cerkev svetega Jakoba, imenovana tudi Schottenkirche, romanska bazilika iz 12. stoletja, je dobila ime po samostanu irskih benediktincev (Scoti), h kateremu je bila pritrjena; glavna vrata so prekrita z zelo nenavadnimi grotesknimi rezbarijami. Stoji ob Jakobstoru, po njej imenovanih srednjeveških mestnih vratih.
- Stara župnijska cerkev sv. Ulrika je dober primer tranzicijskega sloga 13. stoletja in vsebuje dragoceno antikvarsko zbirko. V njej je škofijski muzej verske umetnosti.
- Primera romanskega bazilikalnega sloga sta cerkev Obermünster iz leta 1010 in opatijska cerkev sv. Emerama, zgrajena v 13. stoletju, izjemna kot ena redkih nemških cerkva s samostojnim zvonikom. Križni hodniki starodavne opatije, ene najstarejših v Nemčiji, so še vedno dobro ohranjeni. Leta 1809 so bile konventualne stavbe spremenjene v palačo za princa Thurn in Taxisa, dednega generalnega poštnega upravitelja Svetega rimskega cesarstva.
- Adler-Apotheke, ki stoji v bližini regensburške stolnice, je bila ustanovljena leta 1610 in je ena najstarejših lekarn v Regensburgu. Ogleda si lahko starodavno notranjost in zgodovinske posode.
- Stara mestna hiša, delno iz 14. stoletja, vsebuje prostore, ki jih je od 1663 do 1806 zasedal cesarski zbor.
- Zgodovinsko zanimivost je tudi Gasthof zum Goldenen Kreuz (Gostilna Zlatem križu): tam se je Karel V. Habsburški seznanil z Barbaro Blomberg, materjo don Juana Avstrijskega.
- Uradni muzejski portal mesta Regensburg navaja 22 muzejev in stalnih razstav. Poleg mestnih muzejev so med njimi tudi verske skupnosti, druge javne agencije in zasebne zbirke.
- Opatija St. Emmeram, zdaj znana kot grad Thurn und Taxis, je ogromen grad v lasti močne družine Thurn in Taxis.
- Grad Höfling, grad v lasti družine Thurn und Taxis.

## Pobratena mesta
Regensburg je pobraten z:
- Aberdeen, Škotska, Združeno kraljestvo (1955)
- Brixen, Italija (1969)
- Clermont-Ferrand, Francija (1969)
- Tempe, ZDA (1976)
- Plzeň, Češka (1993)
- Odesa, Ukrajina (1980)
- Budavár (Budimpešta), Madžarska (2005)
- Qingdao, Kitajska (2009)

## Galerija
- Notranjost Regensburške stolnice
- Nova župnijska cerkev (Neupfarrkirche)
- Romanska kapela sv. Jurija in Afra
- Donava iz kamnitega mostu
- Okno stare mestne hiše
- Goliathhaus
- Spomenik Juanu Avstrijskem
- Samostan sv. Emmerama
- Pekarna v Baumburger Turm
- Kamniti most
- Bruckmandl na kamnitem mostu
- Old city gate